# Corte Villabona
La Corte Villabona è una storica corte lombarda di Villabona di Goito, in provincia di Mantova, situata alla periferia est della città. È una delle numerose residenze di campagna appartenute ai Gonzaga di Mantova.
Fu edificata probabilmente nel 1460 dall'ingegnere Giovanni da Padova su committenza del marchese di Mantova Ludovico III Gonzaga e su terreni di proprietà della famiglia sin dal 1355. 
Nella corte venivano allevati i cavalli, vanto dei Gonzaga. Dopo il 1478, data di morte del padre, passò in proprietà al vescovo di Mantova Ludovico Gonzaga, che ricavò anche una cava da utilizzare come peschiera impiegando sudditi di Castel Goffredo e di Ostiano. Passò in proprietà ad Aloisio Gonzaga, marchese di Castel Goffredo, che la cedette nel 1519 a Ferrante I Gonzaga, conte di Guastalla, il quale la utilizzò come tenuta di caccia. Passò nel 1651 alla nobile famiglia dei Custoza e successivamente ai Cavriani.